# Harald Auffarth
Eduard Florus Harald Auffarth (também Auffahrt) (~1896 – 12 de Outubro de 1946) foi um piloto alemão que combateu na Primeira Guerra Mundial. Fez parte da Jasta 18 e Jasta 29. Abateu 29 aeronaves inimigas, o que fez dele um ás da aviação. Depois da guerra, dirigiu um centro de instrução de pilotagem que se tornou numa das bases em que a Luftwaffe se estabeleceu.